# Pożemajag
Pożemajag (ros. Пожемаяг) – osiedle w Rosji, w Republice Komi, w rejonie priłuzskim. W 2010 liczyło 299 mieszkańców.